# Marian Tobolski
Marian Roman Tobolski (ur. 8 sierpnia 1931 w Jarocinie, 24 listopada 2016 w Poznaniu) – polski lekarz, poseł na Sejm PRL VII kadencji.

## Życiorys
Syn Józefa i Jadwigi. Uzyskał wykształcenie wyższe na Akademii Medycznej w Poznaniu. Jako lekarz, ukończył specjalizację z położnictwa i ginekologii oraz anestezjologii. W 1959 został lekarzem medycyny w Szpitalu Miejskim w Gnieźnie. Pełnił funkcję starszego asystenta w tamtejszym Zespole Opieki Zdrowotnej. W 1979 objął mandat posła na Sejm PRL VII kadencji w okręgu Gniezno, zastępując zmarłego Wacława Kawskiego ze Stronnictwa Demokratycznego. Zasiadał w Zdrowia i Kultury Fizycznej.

## Odznaczenia
- Medal „Za rozwój województwa poznańskiego”